# Francisco Carlos Bach
Francisco Carlos Bach (Ponta Grossa, 4 de maio de 1954) é um arcebispo católico brasileiro. Foi o quinto bispo de Toledo e o segundo bispo de São José dos Pinhais. É o quinto bispo e primeiro arcebispo diocesano de Joinville.

## Formação
Estudou no Seminário Menor São José, fez Filosofia no Seminário Maior Rainha dos Apóstolos em Curitiba e cursou Teologia no Studium Theologicum, também em Curitiba. Obteve a Licenciatura em Direito Canônico na Pontifícia Universidade São Tomás de Aquino, em Roma.

## Presbiterato
Foi ordenado sacerdote no dia 3 de dezembro de 1977 e incardinado na Diocese de Ponta Grossa, onde desempenhou os seguintes ministérios: Ecônomo e Professor no Seminário São José, de 1978 a 1983; Pároco da Paróquia São Jorge, de 1978 a 1980; Coordenador diocesano da Pastoral, de 1980 a 1985; vigário da Catedral, de 1980 a 1981; vigário da Paróquia São Sebastião, de 1981 a 1983; Ecônomo, Formador e Professor do Instituto Filosófico e Teológico Mater Ecclesiae, de 1983 a 1985; vigário da Catedral, de 1983 a 1984; Professor do Instituto Filosófico e Teológico Mater Ecclesiae, de 1987 a 1995; Juiz auditor do Tribunal Eclesiástico, de 1987 a 1995; Reitor do Seminário maior e do Seminário menor, em 1991; Ecônomo diocesano, de 1991 a 2005; Diretor da Rádio diocesana Sant’Ana, de 1995 a 2005; Administrador diocesano, por duas vezes, na primeira em 1997 e 1998 e depois em 2002 e 2003 e Vigário Geral, em 2004 e 2005.
Ministérios exercidos (todos eles na cidade de Ponta Grossa); 
- Pároco da Paróquia São Jorge (1978-1979)
- Professor de Segundo Grau no Seminário Menor Diocesano São José (1978-1983)
- Ecônomo do Seminário Maior e Menor Diocesano São José (1978-1985)
- Coordenador da Ação Evangelizadora (1980 a 1983, 1984 a 1985 e 1992 a 1995)
- Vigário Paroquial da Catedral Sant´Ana (1980-1981, 1984-1985, 1999-2001 e 2005)
- Membro do Conselho Presbiteral e do Colégio de Consultores (1980-1985 e 1991-2005)
- Vigário Paroquial da Paróquia São Sebastião (1982-1983)
- Professor de Filosofia no IFITEME – Instituto de Filosofia e Teologia Mater Ecclesiae (1983 a 1985)
- Formador dos alunos de Filosofia e Teologia (1983 a 1985 e 1987 a 1991)
- Professor de Filosofia e Teologia no IFITEME – Instituto de Filosofia e Teologia Mater Ecclesiae (1987 a 2005)
- Juiz Auditor da Câmara Eclesiástica (1987 a 1995)
- Reitor do Seminário Maior e Menor Diocesano São José (1991)
- Vigário Geral da Diocese (1992 a 1995 e 2003 a 2005)
- Ecônomo da Diocese (1992 a 2005)
- Diretor Geral e Administrativo da Rádio Emissora Sant´Ana (1995 a 2005)
- Administrador Diocesano (1997-1998 e 2002-2003).

## Episcopado
Foi nomeado bispo da Diocese de Toledo, pelo Papa Bento XVI no dia 27 de julho de 2005 e recebeu a ordenação episcopal no dia 27 de outubro sucessivo. Foi bispo referencial da Pastoral da Saúde no regional Sul-2 da CNBB.
No dia 3 de outubro de 2012 o Papa Bento XVI o transferiu da Diocese de Toledo nomeando-o para a Diocese de São José dos Pinhais.
No dia 11 de abril de 2015, durante o velório do Bispo de Paranaguá, Dom João Alves dos Santos, o Arcebispo Metropolitano de Curitiba, Dom José Antônio Peruzzo, anunciou que Dom Francisco Carlos será o Administrador Diocesano da Diocese de Paranaguá, enquanto o Papa Francisco não nomear um novo Bispo.
No dia 19 de Abril de 2017 foi nomeado pelo Papa Francisco como bispo da diocese de Joinville, que estava vacante desde 2 de Julho de 2016.
Foi elevado a Arcebispo com a criação da nova província eclesiástica da Arquidiocese de Joinville.

## Ordenações
Dom Murilo foi o ordenante principal dos seguintes Bispos:
- Adalberto Donadelli Júnior (2024)

Foi um dos co-consagrantes dos seguintes bispos:
- Elói Róggia, S.A.C. (2006)
- Evandro Luis Braun (2025)